# Пиржоале
Пиржоа́ле (рум. pârjoale, pârjoale moldovenești) — страва молдовської кухні, місцевий різновид котлет. Є м'ясним фаршем з овочами та спеціями, сформованим у кульки та просмаженим.

## Приготування
Використовується фарш зі свинини або інший, цибуля, часник, морква, картопля, білий хліб (змочений в молоці або м'ясному бульйоні), яйце, нарізана зелень (петрушка, кріп, любисток), сіль та чорний перець. Може також використовуватись панірування.
Інгредієнти змішуються, формуються в кульки та смажаться на салі чи олії. 

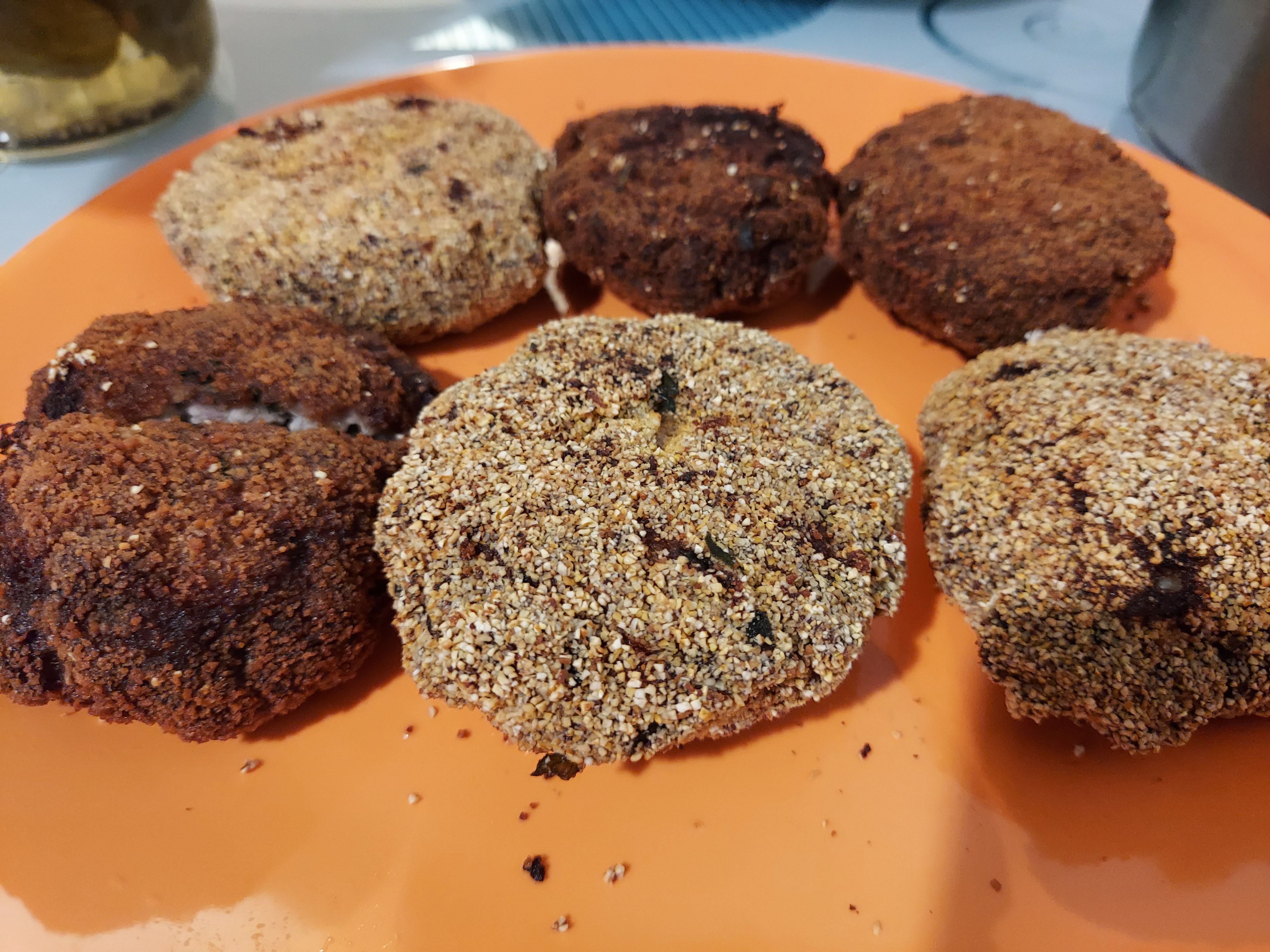
Паніровані пиржоале

Подається страва з муретур (рум. murături — місцеві квашені овочі), салатами, пюре з бобових, шпинату або кропиви тощо.